# San Gerónimo, Chiapas
San Gerónimo är en ort i Mexiko.   Den ligger i kommunen Copainalá och delstaten Chiapas, i den sydöstra delen av landet, 700 km öster om huvudstaden Mexico City. San Gerónimo ligger 823 meter över havet och antalet invånare är 117.
Terrängen runt San Gerónimo är huvudsakligen kuperad, men åt sydost är den bergig. Terrängen runt San Gerónimo sluttar västerut. Runt San Gerónimo är det ganska tätbefolkat, med 58 invånare per kvadratkilometer. Närmaste större samhälle är Copainalá, 10,4 km sydost om San Gerónimo. I omgivningarna runt San Gerónimo växer huvudsakligen savannskog.